# Wok
En wok er en alsidig rundbundet gryde, som kommer fra Kina. Det er især brugt øst og Sydøstasien.
Wokken er for det meste benyttet til stegning, men kan også benyttes på andre måder, ved f.eks kogning, friturestegning eller til at lave suppe.